# Кудей, Зденек-Матей
Зденек-Матей Кудей (чеш. Zdeněk Matěj Kuděj; 24 ноября 1881, Горжице, Австро-Венгрия — 8 августа 1955, Литомышль, ЧССР) — чешский и чехословацкий журналист, писатель

, переводчик, путешественник.
Друг Ярослава Гашека.

## Биография
Сын инженера-путейца. Учился гимназии в Пршибраме. Работал фармацевтом в Пацове и Садска, потом решил путешествовать. В 1903 году отправился в Гамбург, оттуда в США, где работал разнорабочим, лаборантом, посудомойкой, фермером, спасателем, ковбоем и золотоискателем, путешествовал по США и Канаде. Вернувшись 1909 году на родину, работал в Праге каменщиком, сблизился со столичной богемой, объединившейся вокруг Ярослава Гашека.
В 1912 г. отправился в Россию. Однако, через несколько дней был задержан в Киеве по подозрению в бродяжничестве и за сходство с разыскиваемым анархистом, отбыл 7-месячное тюремное заключение — эти события описал в сборнике рассказов «Hostem u bat’ušky cara» («В гостях у батюшки царя», Прага, 1914).
С 1917 года участвовал в Первой мировой войне, но вскоре был демобилизован из австрийской армии из-за симуляции психического заболевания. После войны несколько месяцев работал, затем посвятил себя журналистской, литературной и переводческой деятельности.
После образования независимой Чехословакии в 1920-х годах жил на Подкарпатье. В 1952 году переехал в Литомышль, где и умер. Похоронен там же.

## Творчество
Дебютировал в 1910 году. Творчество Кудей определялось связью автора с анархистски-бунтарским поколением, которое в начале XX века программно исповедовало мировые путешествия и бродяжничество как выражение свободных и нонконформистских отношений с обществом.
В своём творчестве обращался, главным образом, к репортажным формам изложения и фельетонам, особый акцент делал на социальной проблематике, умело создавал разнообразные характеры.
Роман «Horalská republika» («Гуцульская республика», Прага, 1932) об антивенгерском восстании и возникновение на Закарпатье Гуцульской республики в с. Ясиня (ноябрь 1918 — март 1919), трагической судьбе восставших.
Автор книг о путешествиях, научной фантастики и др.
О совместном с Я. Гашеком путешествии по Чехии в 1913—1914 годах написал 2-томник «Ve dvou se to lépe táhne» («Вдвоём лучше чем одному», Прага, 1923-24; 2000).
Многие его произведения посвящены американскому опыту.
Занимался переводами с английского языка (Вальтер Скотт, Чарльз Диккенс, Роберт Льюис Стивенсон, Арнольд Беннетт, Эдгар Райс Берроуз и др.).

## Избранные произведения
Книги-путешествий
- 1914 Hostem u baťušky cara (2-е изд. 1947)
- 1923 Ve dvou se to lépe táhne
- 1927 Ve dvou se to lépe táhne, ve třech hůře
- 1930 Když táhne silná čtyrka
- 1932 Horalská republika
- 1941 Sid

Научная фантастика и фэнтези
- 1916 Ku-klux-klan
- 1918 Křišťálový hranol
- 1918 Znamení ďáblovo
- 1926 Tarzanova babička
- 1933 Kam s ním?
- 1943 Safijánská zima
- 1946 Majitel zlatých dolů